# Trewavasia
Trewavasia is een geslacht van uitgestorven pycnodontide vissen binnen de familie Coccodontidae dat leefde tijdens het Vroeg-Cenomanien in wat nu Libanon is. Het had een grote, naar voren gerichte hoornachtige stekel tussen zijn ogen en een enorme stompe stekel die uit de achterkant van zijn hoofd kwam. Trewavasia carinata is nauw verwant aan de geslachten Corusichthys en Hensodon, evenals Coccodus.